# Репдиджит
В развлекателната математика, репдиджит или понякога монодиджит – е естествено число, състоящо се само от една и съща цифра в позиционна бройна система (например десетична). Думата е съставена от английските думи repeat, „повторение“ и digit, „цифра“.
Примери са 11, 666, 4444 и 999999. Всички репдиджити са палиндромни числа и са кратни на репюнита със същата дължина. Два от най-известните репдиджити са 666, посочено в християнската Есхатологията като числото на звяра, и 777, което понякога е считано за „щастливо число“, заради употребата му в повечето игрални автомати за отбелязване на джакпота. Други известни репдиджити са простите репюнит числа и особено мерсеновите прости числа (които са репдиджити в двоичната система).
Репдиджит в бройната система {\displaystyle B} е {\displaystyle x{\frac {B^{y}-1}{B-1}}}, където {\displaystyle 0<x<B} е повтарящата се цифра, а {\displaystyle 1<y} е броят на повторенията. Например, репдиджитът 77777 в десетичната система е {\displaystyle 7\times {\frac {10^{5}-1}{10-1}}}.

## Триъгълни репдиджит числа
Триъгълно число е всяко число от поредицата, съответстваща на броя на точките образуващи равностранен триъгълник.
Според последователност A045914 в OEIS има само 7 числа, които са едновременно триъгълни и репдиджит:
0, 1, 3, 6, 55, 66, 666
В случая е включена 0 като сума на цифрите в триъгълник със страна 0. Също така са включени и едноцифрените числа, тъй като технически те са репдиджит само от една цифра и също са триъгълни.